# Uken
Uken (宇検村 Uken-mura?) es una villa en la prefectura de Kagoshima, Japón, localizada en las islas Amami, al sur de la isla de Kyūshū. Tenía una población estimada de 1640 habitantes el 1 de marzo de 2021 y una densidad de población de 16 personas por km².

## Geografía
Uken ocupa la parte sur de la costa oeste de la isla Amami Ōshima, parte de las islas Amami, del archipiélago de las Ryūkyū. Limita con el mar de China Oriental al noroeste, con la villa de Yamato al norte, con la ciudad de Amami al este y con el pueblo de Setouchi al sur.

## Historia
La villa fue establecida como Yakiuchi el 1 de abril de 1908 y se convirtió en Uken el 1 de noviembre de 1917. Al igual que con todas las islas Amami, la aldea quedó bajo la administración de los Estados Unidos desde el 1 de julio de 1946 hasta el 25 de diciembre de 1953. Los esfuerzos para fusionar la aldea con los municipios vecinos colapsaron en 2005. En 2006 el gobierno de la villa expresó interés en ser considerado como lugar potencial para la eliminación de desechos radiactivos de alto nivel a la Organización de Manejo de Residuos Nucleares de Japón, para gran indignación de muchos habitantes.

## Demografía
Según los datos del censo japonés, la población de Uken ha disminuido constantemente en los últimos 70 años.
| Gráfica de evolución demográfica de Uken entre 1940 y 2015       |                                                                  |
| ---------------------------------------------------------------- | ---------------------------------------------------------------- |
| Gráfico no disponible temporalmente debido a problemas técnicos. |                                                                  |
| Oficina de Estadística de Japón                                  |                                                                  |
|                                                                  | Gráfico no disponible temporalmente debido a problemas técnicos. |